# Горняк (Алтайски край)
Горняк (на руски: Горняк) е град в Русия, административен център на Локтевски район, Алтайски край. Населението на града през 2011 година е 13 872 души.
Градът се намира в югозападната част на Алтайския край, на река Золотушка (приток на Алея), на 360 км от Барнаул и близо до границата с Казахстан. През Горняк преминава железопътната линия Локот – Уст-Каменогорск – Ридер.

## История
Селището е основано през 1942 година, през 1969 година получава статут на град.